# Joseph Powell Williams
Joseph Powell Williams (18 novembre 1840 - 7 février 1904) est un homme politique libéral et unioniste anglais qui est actif dans le gouvernement local à Birmingham et siège à la Chambre des communes de 1885 à 1904. Il est un proche allié politique de Joseph Chamberlain. 

## Jeunesse et vie professionnelle
Powell Williams est né à Worcester, fils d'un autre Joseph Powell Williams. Il fréquente la Hazlewood School de Birmingham, fondée par le cousin de son père, Thomas Wright Hill. Après avoir quitté l'école, il travaille pour Graham & James, avocats de Ludgate Hill, Birmingham. Les affaires avec cette entreprise l'ont amené à se rendre aux États-Unis où il représente cet intérêt et d'autres intérêts de Birmingham. Il envisage de rester, mais le déclenchement de la Guerre de Sécession en 1861 le conduit à retourner en Grande-Bretagne. Il est également associé dans la société Hill, Evans &amp; Co, les fabricants de vinaigre  qui, avec Lea &amp; Perrins et Royal Worcester, sont l'un des piliers industriels de la ville de Worcester. Le père de Joseph a été l'un des fondateurs de la société (initialement appelée Hill, Evans & Williams): elle fabriquait non seulement du vinaigre, mais ce qu'on appelait alors des "vins britanniques". 
À son retour des États-Unis, il accepte une nomination au General Post Office qui, sous la direction de Rowland Hill (cousin au second degré de Joseph), est en train de subir une révolution substantielle dans son fonctionnement. À la poste, il participe à la création de la caisse d'épargne de la poste. Il travaille également dans le district postal où Anthony Trollope est arpenteur et s'est lié d'amitié avec Trollope - on dit qu'il a lu de nombreuses épreuves des romans de l'auteur. 

## Carrière politique
Powell Williams est un dissident : la famille Williams a joué un rôle actif dans la chapelle congrégationaliste de Swan Hill à Shrewsbury. Ils ont de longues associations avec les industries artisanales de l' agglomération des West Midlands où le maître travaillait souvent en atelier aux côtés de leurs travailleurs. Il rejoint les rangs des politiciens libéraux "radicaux" qui ont cherché à remodeler la carte politique de la fin du XIXe siècle de la Grande-Bretagne. 
À la mort de son père en 1873, il revient de Londres à Birmingham. Il s'est longtemps associé au Parti libéral de Birmingham et, en 1877, il est élu conseiller de St. Thomas's Ward. Il rejoint le Conseil de Birmingham quand Joseph Chamberlain est maire et il mène sa carrière politique au sein du groupe qui entourait Chamberlain. Pendant ce temps, il est secrétaire honoraire de la Birmingham Liberal Association et, plus tard, président du comité des finances du conseil municipal de Birmingham. 
En 1885, Powell Williams entre au Parlement pour Birmingham-Sud en tant que libéral. Il rejoint un groupe de députés basés principalement à Birmingham, dirigé par Joseph Chamberlain. Ce groupe n'est pas d'accord avec William Ewart Gladstone sur un certain nombre de questions, leur plate-forme centrale étant l'opposition aux politiques irlandaises de Gladstone. À cette fin, ils ont créé les unionistes libéraux en 1886, qui se séparent du Parti libéral et se rangent du côté des conservateurs. Powell Williams continue à servir dans l'administration unioniste de Lord Salisbury en tant que Secrétaire financier au ministère de la Guerre de 1895 à 1901, et en quittant ce poste est admis au Conseil privé en novembre 1901. 
Il aurait joué un rôle clé dans le succès de Chamberlain à Birmingham, et une source affirme que lui et Jesse Collings ont été des "gardes du corps politiques" de Chamberlain. Il est apprécié pour son humour aux Communes et le Times rapporte qu'il est "très estimé par les journalistes et les officiels du lobby", mais il est probablement plus à l'aise dans la salle des commissions et dans les couloirs. Son temps en tant que Secrétaire financier au ministère de la Guerre n'a pas toujours été un succès et le Daily Chronicle déclare qu'il est un " piquet carré dans un trou rond ". Malgré son inquiétude précoce au sujet de l'alliance entre les unionistes libéraux et les conservateurs, le Birmingham Post déclare qu '"il a maintenu les sièges des unionistes libéraux et l'alliance avec les conservateurs". 
Parallèlement à sa carrière politique à Birmingham et à Westminster, Powell Williams occupe plusieurs postes, dont celui de président de la Midland Railway Carriage and Wagon Company. 
En février 1904, il est victime d'un accident vasculaire cérébral dans le hall de la Chambre des communes dont il est décédé plus tard, à l'âge de 63 ans. Il est enterré au cimetière de Key Hill, Hockley, Birmingham . 

## Vie privée
En 1870, Powell Williams épouse Anne Elizabeth Bindley. Ils ont deux fils, Francis, qui est devenu ingénieur électricien et est secrétaire de l'Institut des ingénieurs (Inde) de 1921 à 1931, et Rowland, qui est devenu avocat et a joué au cricket de première classe ; et deux filles, Mary Dorothy et Winifred Ethel. 